# Філідор рудоголовий
Філідо́р рудоголовий (Clibanornis erythrocephalus) — вид горобцеподібних птахів родини горнерових (Furnariidae). Мешкає в Еквадорі і Перу.

## Опис
Довжина птаха становить 21-22 см, вага 42-51 г. Верхня частина тіла оранжево-руда, спина коричнювато-оливкова. Горло світло-руде, решта нижньої частини тіла блідо-коричнювато-сіра. Очі оранжево-карі. Дзьоб довгий.

## Підвиди
Виділяють два підвиди:
- C. e. erythrocephalus (Chapman, 1919) — південно-західний Еквадор (прибережний хребет на південному заході Манабі і в Гуаясі, також в Ель-Оро та на заході Лохи) і крайній півнійчний захід Перу (Тумбес);
- C. e. palamblae (Zimmer, JT, 1935) — північно-західне Перу (П'юра, Ламбаєке).

## Поширення і екологія
Рудоголові філідори живуть в підліску вологих і сухих рівнинних тропічних лісів, у вологих гірських тропічних лісах та в чагарникавих заростях. Зустрічаються поодинці або парами, на висоті від 150 до 1350 м над рівнем моря. Іноді приєднуються до змішаних зграй птахів. Живляться безхребетними, яких шукають на землі та в лісовій підстилці. Сезон розмноження триває з січня по травень. Гніздяться в норах.

## Збереження
МСОП класифікує цей вид як близький до загрозливого. За оцінками дослідників, популяція рудоголових філідорів становить від 3500 до 15000 птахів. Їм загрожує знищення природного середовища.